# Eulimella cossignaniorum
Eulimella cossignaniorum is een slakkensoort uit de familie van de Pyramidellidae. De wetenschappelijke naam van de soort is voor het eerst geldig gepubliceerd in 1995 door Jacobus Johannes van Aartsen als Eulimella cossignanii. Omdat de soortnaam verwijst naar twee personen (T. en V. Cossignani) is de naam gecorrigeerd naar de meervoudsvorm van de genitief: -orum in plaats van -i.
De soort komt voor in Europese wateren. Het holotype werd verzameld bij het Italiaanse eiland Isola di Vendicari (een eilandje bij Sicilië).
De schelp is 2,3 mm lang en 0,75 mm breed en heeft een langwerpige witte of glasachtige, transparante kegel. Er zijn ongeveer zes windingen van de teleoconch.